# Beoosten Blij-benoordenpolder
De Beoosten Blij-benoordenpolder is een polder ten oosten van Axel, behorende tot de Beoosten Blijpolders, in de Nederlandse provincie Zeeland. 
Op 6 december 1647 werd een verzoek aan de Staten van Zeeland gericht om de schorren benoorden de guelen ende noord-oost aen de stadt Axel gelegen te mogen bedijken. De polder kwam in 1653 gereed en beslaat 977 ha.
In de polder bevindt zich het kreekrestant Boschkreek, de Oude Linie en de Dries Arendskreek. Aan de zuidzijde, waar zich het Axelse Gat bevond, werd in 1700 de Linie van Axel II aangelegd. De Liniedijk herinnert hier nog aan.